# Casa Francesc Blancafort
La Casa Francesc Blancafort, o Casa-botiga Blancafort Puig i la fornícula de Sant Roc, és un edifici del municipi de la Garriga (Vallès Oriental) inclosa en l'Inventari del Patrimoni Arquitectònic de Catalunya.

## Descripció
La casa Francesc Blancafort és un edifici civil, un habitatge unifamiliar entre parets mitgeres. Consta de planta baixa, pis i golfa. Assentada damunt un sòcol de maçoneria. Imposta de rajola quadriculada llisa i en relleu de color marró i groc. Ferro fuetejat a les baranes del balcó. Les pilastres de l'arcuació del coronament suporten el ràfec de coberta.